# Parabole (bướm đêm)
Parabole là một chi bướm đêm thuộc họ Noctuidae.

## Loài
- Parabole rectilinea Hreblay & Ronkay, 1998